# Shawn Yue
Shawn Yue (nacido el 13 de noviembre de 1981), también conocido como Yue Man-lok (余文樂), es un actor y cantante hongkonés. Además es un exmodelo, que ha protagonizado muchas películas como Jiang Hu y Infernal Affairs II y se ha establecido como uno de los actores más destacados del cine de Hong Kong.

## Biografía
Yue nació y se crio en Hong Kong, su familia es originaria de Taishan, Guangdong. A una edad temprana por las calles de Hong Kong, unos agentes de la agencia de modelos de "Starz People", lo contrató y el comenzó su modelado sobre una base a tiempo parcial. Una vez que se graduó en Form 6, de inmediato se entregó en el modelaje a tiempo completo. Desde entonces, ha modelado para reconocidas marcas como Giordano, Sony, Timberland, Gillette, Meko y actualmente es portavoz de Shiseido Pureness y Coca-Cola en China.

## Filmografía

### Películas
| Año  | Título en inglés                            | Título en chino     | Personaje                                   | Notas             |
| ---- | ------------------------------------------- | ------------------- | ------------------------------------------- | ----------------- |
| 2001 | Leaving in Sorrow                           | 憂憂愁愁的走了      | Hong                                        |                   |
| 2002 | Just One Look                               | 一碌蔗              | Fan                                         |                   |
| 2002 | The New Option                              | 飛虎雄師            | Jackie Law                                  |                   |
| 2002 | Infernal Affairs                            | 無間道              | young Chan Wing-yan                         |                   |
| 2003 | Love Under the Sun                          | 愛在陽光下          |                                             | Short film        |
| 2003 | 1:99 Shorts                                 | 1:99 電影行動       |                                             |                   |
| 2003 | My Lucky Star                               | 行運超人            | Policeman                                   |                   |
| 2003 | Diva Ah-Hey                                 | 下一站...天后       | Wing                                        |                   |
| 2003 | Feel 100% 2003                              | 百分百感覺 2003     | Jerry Lau Yiu-jo                            |                   |
| 2003 | Infernal Affairs II                         | 無間道II            | Chan Wing-yan                               |                   |
| 2003 | Hidden Track                                | 尋找周杰倫          | Yu Wenle                                    |                   |
| 2003 | Infernal Affairs III                        | 無間道III: 終極無間 | young Chan Wing-yan                         |                   |
| 2004 | In-Laws, Out-Laws                           | 我的大舊父母        | Kang Qizu                                   |                   |
| 2004 | Jiang Hu                                    | 江湖                | Wing                                        |                   |
| 2004 | Love Is a Many Stupid Thing                 | 精裝追女仔2004      | Crazy Tom                                   |                   |
| 2004 | Super Model                                 | 我要做Model         | interviewee praising Mandom                 |                   |
| 2004 | Deng Xiaoping in 1928                       | 鄧小平·1928         |                                             |                   |
| 2005 | Colour of the Loyalty                       | 黑白戰場            | Fat                                         |                   |
| 2005 | Initial D                                   | 頭文字D             | Takeshi Nakazato                            |                   |
| 2005 | Dragon Squad                                | 猛龍                | Officer Hung Kei-lok                        |                   |
| 2006 | McDull, the Alumni                          | 春田花花同學會      | Policeman                                   |                   |
| 2006 | Isabella                                    | 伊莎貝拉            | Sweet-talker in bar                         |                   |
| 2006 | Dragon Tiger Gate                           | 龍虎門              | Turbo Shek                                  |                   |
| 2006 | Diary                                       | 妄想                | Ray Fan / Seth Lau                          |                   |
| 2006 | Wo Hu                                       | 臥虎                | Killer                                      |                   |
| 2007 | Love in the City                            | 男才女貌            | Yang Le                                     |                   |
| 2007 | Undercover                                  | 危險人物            | Feng                                        |                   |
| 2007 | Invisible Target                            | 男兒本色            | Inspector Carson Fong                       |                   |
| 2007 | Distance Love                               | Distance Love       | himself                                     | Short film        |
| 2007 | In Love with the Dead                       | 塚愛                | Tuan Yan-ming                               |                   |
| 2007 | Trivial Matters                             | 破事兒              | Lok                                         |                   |
| 2008 | Playboy Cops                                | 花花型警            | Michael Mak Ho-Man                          |                   |
| 2008 | Shamo                                       | 軍雞                | Ryo Narushima                               |                   |
| 2008 | The Moss                                    | 青苔                | Jan                                         |                   |
| 2008 | Rule No. 1                                  | 第一誡              | Sgt. Lee Kwok-Keung                         |                   |
| 2009 | I Come with the Rain                        | 伴雨行              | Meng Zi                                     |                   |
| 2009 | Rebellion                                   | 同門                | Po                                          |                   |
| 2010 | Hot Summer Days                             | 全城熱戀熱辣辣      | Tattoo Artist                               |                   |
| 2010 | Love in a Puff                              | 志明與春嬌          | Jimmy                                       |                   |
| 2010 | Curse of the Deserted                       | 荒村公寓            | Gene Guo                                    |                   |
| 2010 | Legend of the Fist: The Return of Chen Zhen | 精武風雲－陳真      | General Zeng                                |                   |
| 2010 | Reign of Assassins                          | 劍雨                | Lei Bin                                     |                   |
| 2010 | The Child's Eye                             | 童眼                | Lok                                         |                   |
| 2010 | My Best Bodyguard                           | 玩命狙擊            |                                             |                   |
| 2011 | Tangled                                     | 魔髮奇緣            | Flynn Rider / Eugene Fitzherbert (speaking) | Cantonese Version |
| 2012 | Heroic Detective                            | 神探·李奧           |                                             |                   |
| 2012 | The Second Woman                            | 情谜                | Huibao / Huixiang                           |                   |
| 2012 | Love in the Buff                            | 春嬌與志明          | Jimmy                                       |                   |
| 2012 | Motorway                                    | 車手                | Cheung                                      |                   |
| 2012 | Lacuna                                      | 醉后一夜            | Shen Wei                                    |                   |
| 2012 | The Guillotines                             | 血滴子              | Haidu                                       |                   |
| 2013 | SDU: Sex Duties Unit                        | 飛虎出征            |                                             |                   |
| 2014 | As the Light Goes Out                       | 救火英雄            |                                             |                   |
| 2014 | Golden Chicken 3                            | 金雞SSS             |                                             |                   |
| 2014 | Aberdeen                                    | 香港仔              |                                             |                   |
| 2014 | Girls                                       | 閨蜜                |                                             |                   |
| 2015 | From Vegas to Macau II                      | 賭城風雲II          |                                             |                   |
| 2015 | Helios                                      | 赤盜                |                                             | Post-production   |
| 2015 | Hustle                                      | 暴走迷城            |                                             | Post-production   |

### Series de televisión
- 2002 - 愛情白皮書 / Tomorrow as Ou Yang Gua Ju
- 2010 - 熊貓人 / Pandamen as Luo Han (羅漢) - guest starring
- 2014 - 微時代之戀·初戀篇 / Microblog Time Love

### Apariciones en programas
| Año  | Programa   | Notas    |
| ---- | ---------- | -------- |
| 2017 | Happy Camp | invitado |

## Discografía
- Private Room (2002)
- Lost And Found (2003)
- The Survivor (2004)
- Whether Or Not (2005)
- Not A Star (2011)